# انژرویل، ایسون
انژرویل (به فرانسوی: Angerville) یک کمون در فرانسه است که در Seine-et-Oise واقع شده‌است. انژرویل ۲۵٫۸۳ کیلومتر مربع مساحت دارد.